# 7.ª etapa da Volta a Espanha de 2021
A 7.ª etapa da Volta a Espanha de 2021 teve lugar a 20 de agosto de 2021 entre Gandía e Balcón de Alicante sobre um percurso de 152 km e foi vencida pelo australiano Michael Storer da equipa DSM. O esloveno Primož Roglič conseguiu manter o maillot vermelho de líder.

## Classificação da etapa
| Gandia - Balcón de Alicante | alta montanha | (152 km) |

| \| Classificação por etapas \| Classificação por etapas \| Classificação por etapas \| Classificação por etapas \| Classificação por etapas \| \| Ciclista \| Ciclista \| Equipe \| Tempo \| \| \| ------------------------ \| ------------------------ \| ------------------------ \| ------------------------ \| ------------------------ \| \| 1. \| Michael Storer \| Team DSM \| 4h10m13s \| \| \| 2. \| Carlos Verona \| Movistar Team \| + 21s \| \| \| 3. \| Pavel Sivakov \| Ineos Grenadiers \| + 59s \| \| \| 4. \| Sepp Kuss \| Jumbo-Visma \| + 1m16s \| \| \| 5. \| Jack Haig \| Bahrain Victorious \| + 1m24s \| \| \| 6. \| Romain Bardet \| Team DSM \| + 1m32s \| \| \| 7. \| Felix Großschartner \| Bora-Hansgrohe \| + 1m32s \| \| \| 8. \| Andreas Kron \| Lotto-Soudal \| + 1m37s \| \| \| 9. \| Steff Cras \| Lotto-Soudal \| + 2m17s \| \| \| 10. \| Jan Polanc \| UAE Team Emirates \| + 2m29s \| \| |                     |                    |          |
| |                     |                    |          |
| Fonte: ProCyclingStats |                     |                    |          |
| Classificação por etapas |                     |                    |          |
| Ciclista | Ciclista            | Equipe             | Tempo    |
| 1. | Michael Storer      | Team DSM           | 4h10m13s |
| 2. | Carlos Verona       | Movistar Team      | + 21s    |
| 3. | Pavel Sivakov       | Ineos Grenadiers   | + 59s    |
| 4. | Sepp Kuss           | Jumbo-Visma        | + 1m16s  |
| 5. | Jack Haig           | Bahrain Victorious | + 1m24s  |
| 6. | Romain Bardet       | Team DSM           | + 1m32s  |
| 7. | Felix Großschartner | Bora-Hansgrohe     | + 1m32s  |
| 8. | Andreas Kron        | Lotto-Soudal       | + 1m37s  |
| 9. | Steff Cras          | Lotto-Soudal       | + 2m17s  |
| 10. | Jan Polanc          | UAE Team Emirates  | + 2m29s  |

## Classificações ao final da etapa

### Classificação geral
| \| Classificação geral \| Classificação geral \| Classificação geral \| Classificação geral \| Classificação geral \| \| Ciclista \| Ciclista \| Equipe \| Tempo \| \| \| ------------------- \| ------------------- \| ------------------- \| ------------------- \| ------------------- \| \| 1. \| Primož Roglič \| Jumbo-Visma \| 25h18m35s \| \| \| 2. \| Felix Großschartner \| Bora-Hansgrohe \| + 8s \| \| \| 3. \| Enric Mas \| Movistar Team \| + 25s \| \| \| 4. \| Miguel Ángel López \| Movistar Team \| + 36s \| \| \| 5. \| Jan Polanc \| UAE Team Emirates \| + 38s \| \| \| 6. \| Egan Bernal \| Ineos Grenadiers \| + 41s \| \| \| 7. \| Jack Haig \| Bahrain Victorious \| + 57s \| \| \| 8. \| Sepp Kuss \| Jumbo-Visma \| + 59s \| \| \| 9. \| Aleksandr Vlasov \| Astana-Premier Tech \| + 1m06s \| \| \| 10. \| Adam Yates \| Ineos Grenadiers \| + 1m22s \| \| |                     |                     |           |
| |                     |                     |           |
| Fonte: ProCyclingStats |                     |                     |           |
| Classificação geral |                     |                     |           |
| Ciclista | Ciclista            | Equipe              | Tempo     |
| 1. | Primož Roglič       | Jumbo-Visma         | 25h18m35s |
| 2. | Felix Großschartner | Bora-Hansgrohe      | + 8s      |
| 3. | Enric Mas           | Movistar Team       | + 25s     |
| 4. | Miguel Ángel López  | Movistar Team       | + 36s     |
| 5. | Jan Polanc          | UAE Team Emirates   | + 38s     |
| 6. | Egan Bernal         | Ineos Grenadiers    | + 41s     |
| 7. | Jack Haig           | Bahrain Victorious  | + 57s     |
| 8. | Sepp Kuss           | Jumbo-Visma         | + 59s     |
| 9. | Aleksandr Vlasov    | Astana-Premier Tech | + 1m06s   |
| 10. | Adam Yates          | Ineos Grenadiers    | + 1m22s   |

### Classificação por pontos
| Classificação por pontos | Classificação por pontos | Classificação por pontos | Classificação por pontos | Classificação por pontos |
| Ciclista                 | Ciclista                 | Equipe                   | Pontos                   |                          |
| ------------------------ | ------------------------ | ------------------------ | ------------------------ | ------------------------ |
| 1.                       | Jasper Philipsen         | Alpecin-Fenix            | 131 pts                  |                          |
| 2.                       | Fabio Jakobsen           | Deceuninck-Quick Step    | 130 pts                  |                          |
| 3.                       | Magnus Cort              | EF Education-Nippo       | 67 pts                   |                          |
| 4.                       | Michael Matthews         | BikeExchange             | 58 pts                   |                          |
| 5.                       | Primož Roglič            | Jumbo-Visma              | 54 pts                   |                          |
| 6.                       | Alex Aranburu            | Astana-Premier Tech      | 52 pts                   |                          |
| 7.                       | Arnaud Démare            | Groupama-FDJ             | 50 pts                   |                          |
| 8.                       | Alberto Dainese          | Team DSM                 | 43 pts                   |                          |
| 9.                       | Piet Allegaert           | Cofidis                  | 37 pts                   |                          |
| 10.                      | Juan Sebastián Molano    | UAE Team Emirates        | 36 pts                   |                          |

### Classificação da montanha
| Classificação da montanha | Classificação da montanha | Classificação da montanha          | Classificação da montanha | Classificação da montanha |
| Ciclista                  | Ciclista                  | Equipe                             | Pontos                    |                           |
| ------------------------- | ------------------------- | ---------------------------------- | ------------------------- | ------------------------- |
| 1.                        | Pavel Sivakov             | Ineos Grenadiers                   | 16 pts                    |                           |
| 2.                        | Michael Storer            | Team DSM                           | 12 pts                    |                           |
| 3.                        | Jack Haig                 | Bahrain Victorious                 | 11 pts                    |                           |
| 4.                        | Romain Bardet             | Team DSM                           | 11 pts                    |                           |
| 5.                        | Rein Taaramäe             | Intermarché-Wanty-Gobert Matériaux | 10 pts                    |                           |
| 6.                        | Kenny Elissonde           | Trek-Segafredo                     | 10 pts                    |                           |
| 7.                        | Sepp Kuss                 | Jumbo-Visma                        | 9 pts                     |                           |
| 8.                        | Jan Polanc                | UAE Team Emirates                  | 6 pts                     |                           |
| 9.                        | Carlos Verona             | Movistar Team                      | 6 pts                     |                           |
| 10.                       | Joe Dombrowski            | UAE Team Emirates                  | 6 pts                     |                           |

### Classificação dos jovens
| Classificação dos jovens | Classificação dos jovens | Classificação dos jovens | Classificação dos jovens | Classificação dos jovens |
| Ciclista                 | Ciclista                 | Equipe                   | Tempo                    |                          |
| ------------------------ | ------------------------ | ------------------------ | ------------------------ | ------------------------ |
| 1.                       | Egan Bernal              | Ineos Grenadiers         | 25h19m16s                |                          |
| 2.                       | Aleksandr Vlasov         | Astana-Premier Tech      | + 25s                    |                          |
| 3.                       | Gino Mäder               | Bahrain Victorious       | + 2m11s                  |                          |
| 4.                       | Juan Pedro López         | Trek-Segafredo           | + 2m22s                  |                          |
| 5.                       | Clément Champoussin      | AG2R Citroën Team        | + 4m54s                  |                          |
| 6.                       | Rémy Rochas              | Cofidis                  | + 7m36s                  |                          |
| 7.                       | Michael Storer           | Team DSM                 | + 8m29s                  |                          |
| 8.                       | Jefferson Cepeda         | Caja Rural-Seguros RGA   | + 10m28s                 |                          |
| 9.                       | Steff Cras               | Lotto-Soudal             | + 13m42s                 |                          |
| 10.                      | Andreas Kron             | Lotto-Soudal             | + 13m55s                 |                          |

### Classificação por equipas
| Classificação por equipes | Classificação por equipes          | Classificação por equipes | Classificação por equipes |
| Equipe                    | Equipe                             | Tempo                     |                           |
| ------------------------- | ---------------------------------- | ------------------------- | ------------------------- |
| 1.                        | Movistar Team                      | 75h54m12s                 |                           |
| 2.                        | Ineos Grenadiers                   | + 2m10s                   |                           |
| 3.                        | Bahrain Victorious                 | + 4m19s                   |                           |
| 4.                        | UAE Team Emirates                  | + 4m26s                   |                           |
| 5.                        | Jumbo-Visma                        | + 7m41s                   |                           |
| 6.                        | Intermarché-Wanty-Gobert Matériaux | + 13m59s                  |                           |
| 7.                        | Team DSM                           | + 17m42s                  |                           |
| 8.                        | AG2R Citroën Team                  | + 18m11s                  |                           |
| 9.                        | Trek-Segafredo                     | + 18m26s                  |                           |
| 10.                       | Astana-Premier Tech                | + 21m15s                  |                           |

## Abandonos
Hugh Carthy, Alejandro Valverde, Mads Würtz Schmidt, Emmanuel Morin e Óscar Rodriguez não finalizaram a etapa. Por sua vez, Reinardt Janse Van Rensburg sim completou-a mas fazer fora de controle.